# Norbert Mueller
Norbert Edward „Stuffy” Mueller (ur. 14 lutego 1906 w Waterloo, zm. 6 lipca 1956 w Toronto) – kanadyjski hokeista, złoty medalista zimowych igrzysk olimpijskich w Sankt Moritz.